# Жары (Сурковский сельсовет)
Жары — деревня в Череповецком районе Вологодской области на реке Малый Южок.
Входит в состав Югского сельского поселения (с 1 января 2006 года по 8 апреля 2009 года входила в Сурковское сельское поселение), с точки зрения административно-территориального деления — в Сурковский сельсовет.
Расстояние до районного центра Череповца по автодороге — 26 км, до центра муниципального образования Нового Домозерова по прямой — 5 км. Ближайшие населённые пункты — Юги, Горка, Козохта.
По данным переписи в 2002 году постоянного населения не было.